# Cristo crucificado (Goya)
El Cristo crucificado  (1780), también llamado Cristo expiatorio, es un óleo sobre lienzo de Francisco de Goya presentado con motivo de su ingreso como académico en la Real Academia de Bellas Artes de San Fernando el 5 de julio de 1780. Forma parte de la colección permanente del Museo del Prado.

## Análisis

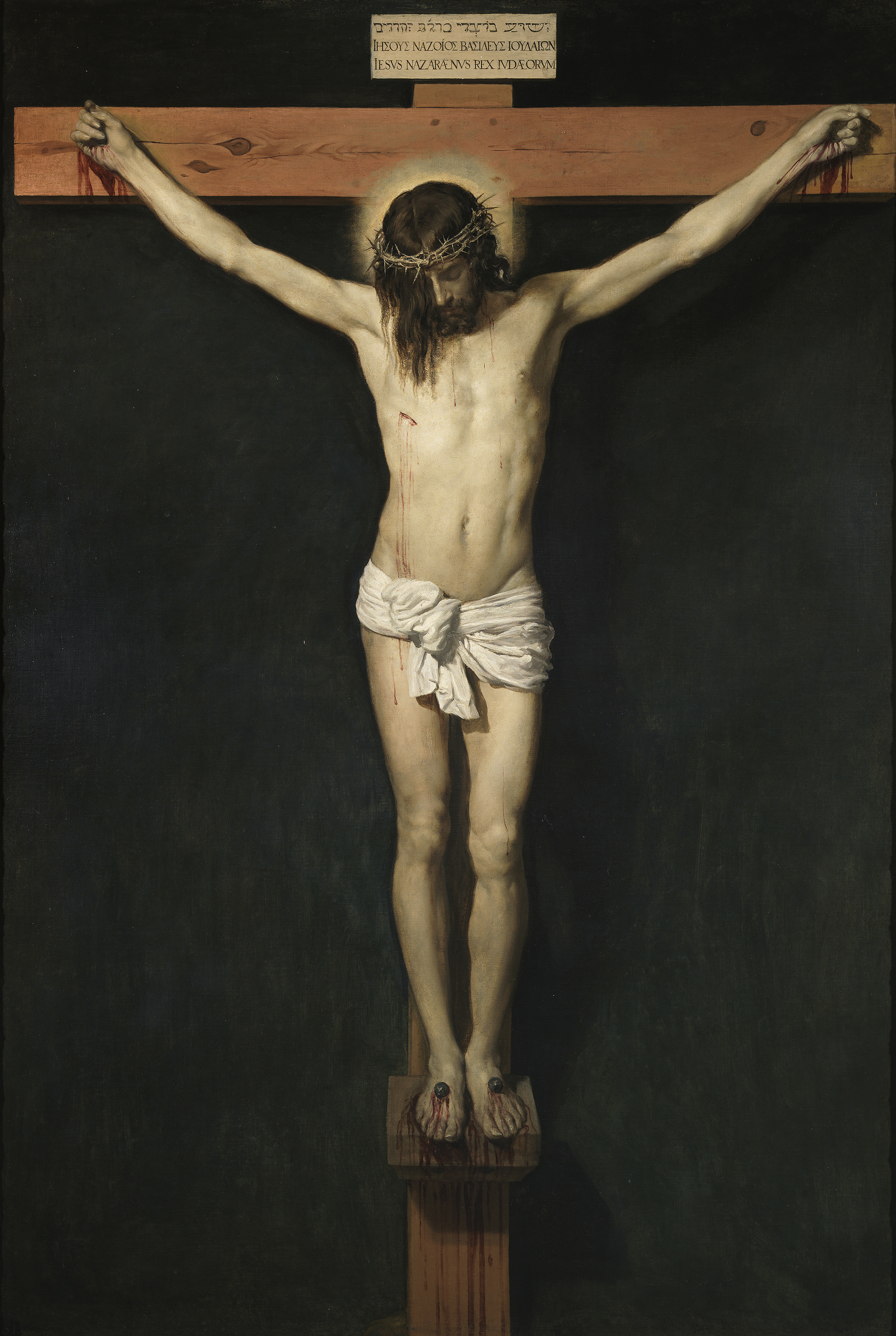
La figura de Cristo está representada de manera realista y detallada, con una expresión de sufrimiento en su rostro y su cuerpo inclinado hacia adelante bajo el peso de su sacrificio. La pintura transmite una sensación de dolor y angustia, destacando la humanidad de Cristo y el sufrimiento asociado con su crucifixión.

Se trata de un Cristo de estilo neoclásico, si bien está arraigado en la tradicional iconografía española y relacionado con el Cristo de Velázquez y el de Anton Raphael Mengs, aunque sin el fondo de paisaje de este último, sustituido por un negro neutro, como en el del modelo del maestro sevillano. Con fondo negro y cuatro clavos, como mandaban los cánones del barroco español —crucificado de cuatro clavos con los pies sobre el supedáneo y un letrero sobre la cruz que contiene la inscripción IESUS NAZARENUS REX IUDEORUM en tres lenguas, como pedía el modelo iconográfico en España desde Francisco Pacheco—, Goya quita énfasis a los factores devocionales (dramatismo, presencia de la sangre, etc.) para subrayar el suave modelado, pues su destino era agradar a los académicos regidos por el neoclasicismo de Mengs.
La cabeza, trabajada con pincelada suelta y vibrante, está inclinada a su izquierda y levantada, como su mirada, hacia las alturas y refleja dramatismo; incluso parece representar un gesto de éxtasis al reflejar el instante en que Jesús alza la cabeza y, con la boca abierta, parece pronunciar las palabras: «Dios mío, Dios mío, ¿por qué me has abandonado?», en el momento antes de su muerte (de expirar), pero la serenidad de todo el conjunto evita la sensación patética.
Con esta obra ofrece a la estimación de los académicos uno de los más difíciles y clásicos motivos que era posible ejecutar: un desnudo donde mostrar el dominio de la anatomía, justificado por su presencia en un cuadro religioso, un Cristo en agonía, de conformidad con la tradición española. En él, Goya resuelve con hábil técnica la dificultad del suave modelado en sfumato, así como la incidencia de la luz, que parece provenir artificialmente del pecho del crucificado, y su transición hacia las zonas oscuras, que hacen disimular la silueta del dibujo. Transparencias, veladuras y gradaciones son tratadas con delicadeza, en tonos grises perla y suaves verdes azulados, y toques de intenso blanco para realzar los destellos de la luz.     
Las líneas de composición conforman la clásica suave S alejada de los efectos violentos del barroco. La pierna derecha adelantada —que procede del Cristo de Mengs—, la cadera ligeramente sesgada y la inclinación de la cabeza dotan a la obra del ajustado dinamismo que demandaban los cánones clásicos para evitar la rigidez. Quizá tanto respeto a los gustos académicos han hecho que esta obra, muy valorada por sus contemporáneos, no fuera demasiado representativa de los gustos de la crítica del siglo XX, que prefirió ver en Goya a un romántico poco o nada piadoso y que no prestó demasiada atención a su pintura religiosa y académica. Sin embargo, el postmodernismo valora un Goya total, en todas sus facetas, y tiene en cuenta que es esta una obra en la que Goya aún pretende alcanzar honores y prestigio profesional, y ese objetivo se cumple sobradamente en el Cristo crucificado.